# Монте (коммуна)
Монте (фр. Monte, корс. U Monte) — коммуна во Франции, находится в регионе Корсика. Департамент коммуны — Верхняя Корсика. Входит в состав кантона Голо-Морозалья. Округ коммуны — Бастия.
Код INSEE коммуны — 2B166.

## Население
Население коммуны на 2008 год составляло 539 человек.
| 1962 | 1968 | 1975 | 1982 | 1990 | 1999 | 2008 |
| ---- | ---- | ---- | ---- | ---- | ---- | ---- |
| 196  | 207  | 189  | 241  | 303  | 444  | 539  |

## Экономика
В 2007 году среди 346 человек в трудоспособном возрасте — (15—64 лет) 245 были экономически активными, 101 — неактивными (показатель активности 70,8 %, в 1999 году было 63,6 %). Из 245 активных работали 203 человека (117 мужчин и 86 женщин), безработных было 42 (17 мужчин и 25 женщин). Среди 101 неактивных 30 человек были учениками или студентами, 21 — пенсионерами, 50 были неактивными по другим причинам.

## Достопримечательности
- Приходская церковь Св. Спасителя
- Часовня St Pancrace a Erdu
- Дом Mattei a Monte
- Дом Giustiniani a Monte
- Дом Poggi a Divina